# Henge

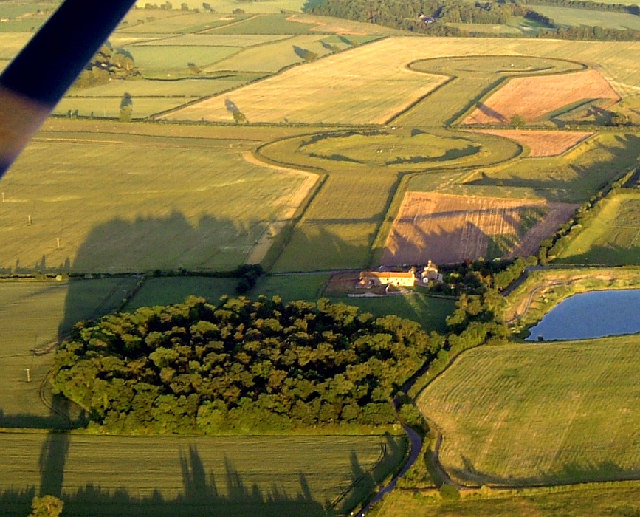
Vista aérea de los henges neolíticos de Thornborough en Yorkshire del Norte, Reino Unido.

Henge (palabra inglesa) es una estructura arquitectónica prehistórica de forma casi circular u ovalada, por definición de un área de más de 20 metros de diámetro, que consiste en una excavación limitada por una zanja y un terraplén. Fueron construidos usualmente en el período neolítico y se sospecha que tienen relación con actos rituales, si bien el medio académico aún no ha podido dar una respuesta uniforme.

## Tipos
- Henge: posee entre 20 y 300 m de diámetro. Suele haber pequeñas evidencias de ocupación en su interior y contar con estructuras rituales, como círculos de piedra.[1]
- Mini henge: de menos de 20 m de diámetro. También se lo suele llamar monumento hengiforme o henge de Dorchester.
- Super henge o  recinto-henge (henge enclosure en inglés) presentan muestras de ocupación y suelen tener más de 300 m de diámetro.[2]